# Ludovico Gazzoli
Ludovico Gazzoli (Terni, 18 marzo 1774 – Roma, 12 febbraio 1858) è stato un cardinale italiano.
Era nipote del cardinale Luigi Gazzoli.

## Biografia
Dopo aver frequentato il seminario, studiò presso l'Università degli Studi di Perugia, ove si laureò in utroque iure. Ricoprì numerosi incarichi a Roma, tra i quali quello di referendario presso il Supremo Tribunale della Segnatura Apostolica per poi lasciare la capitale diventando governatore di Fabriano nel 1802, di Spoleto nel 1808 e di Rieti l'anno successivo.
Nel 1823 divenne prolegato a Forlì, dove rimase fino al 1827; fu poi presidente della Comarca di Roma fino al 1832.
Papa Gregorio XVI, nel concistoro del 30 settembre 1831, lo creò cardinale, mantenendone però segreta la nomina (in pectore), che rese pubblica nel concistoro del 2 luglio 1832, ed in dicembre dello stesso anno gli assegnò la diaconia di Sant'Eustachio.
Il 15 aprile 1833 divenne camerlengo del Sacro Collegio, carica che mantenne fino al gennaio dell'anno successivo.
In 1834 era Prefetto della Sacra Congregazione delle acque e delle strade, e Presidente della Commissione deputata per l'Acqua Felice.
Partecipò quindi al conclave del 1846 (l'unico avvenuto nel periodo del suo cardinalato) che elesse papa Pio IX.
Nel 1857 optò per la diaconia di Santa Maria in Via Lata e divenne il 14 marzo dello stesso anno cardinale protodiacono, carica che lo accompagnò fino alla morte.
Morì il 12 febbraio 1858 all'età di 83 anni. La sua salma fu tumulata nella basilica di Santa Maria in Via Lata.